# Acacia cognata
Acacia cognata är en ärtväxtart som beskrevs av Karel Domin. Acacia cognata ingår i släktet akacior, och familjen ärtväxter. Inga underarter finns listade i Catalogue of Life.

## Bildgalleri

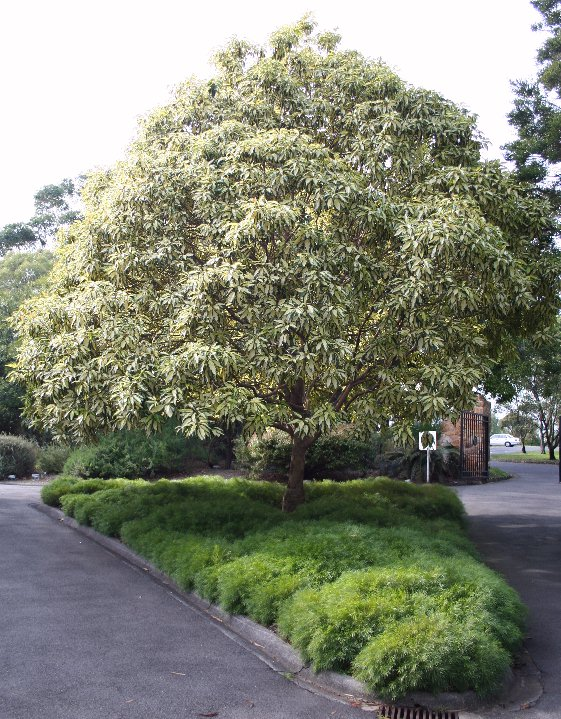
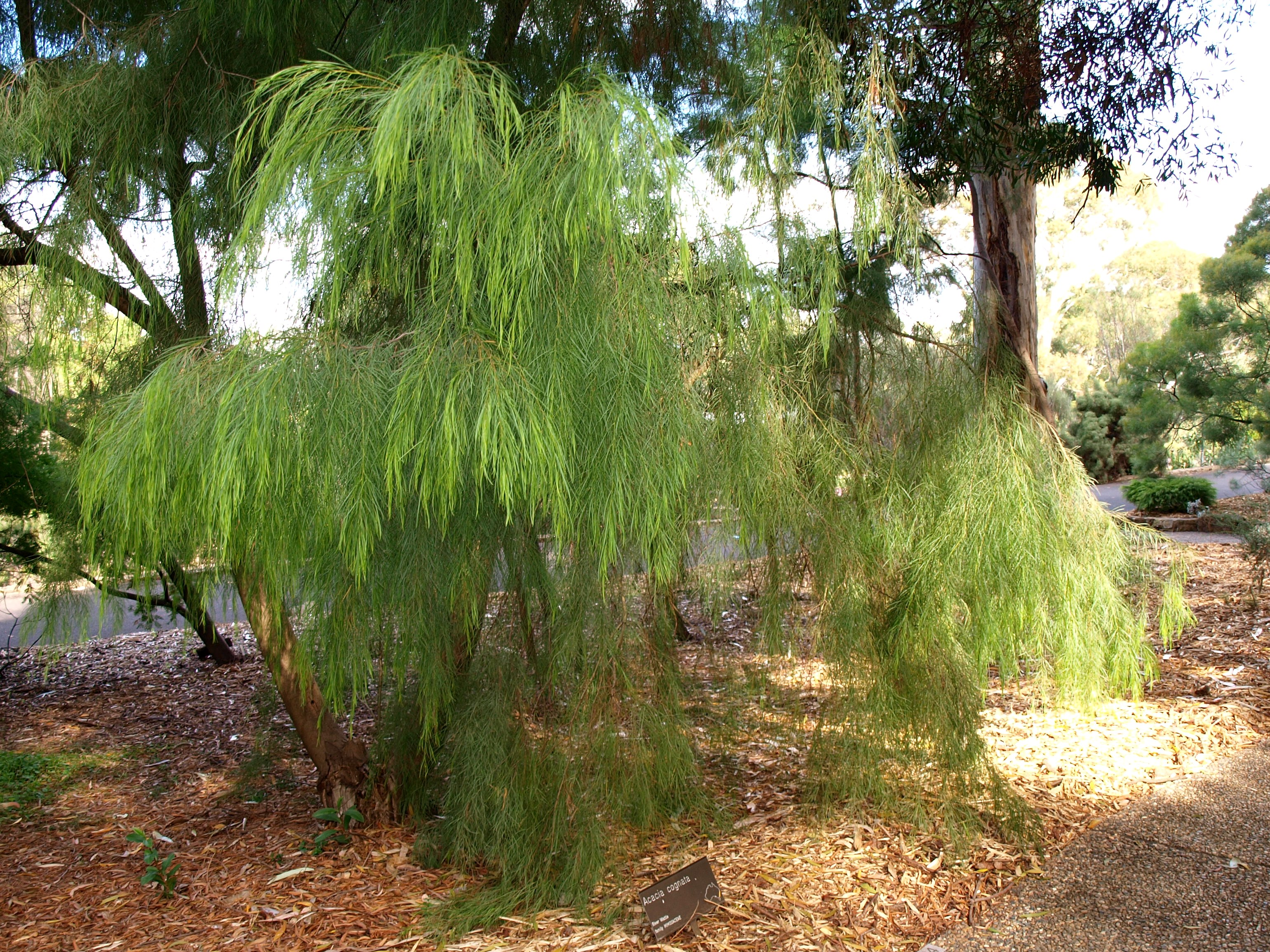